# Ivo Vázquez
Ivo Saúl Vázquez Serrano (ur. 16 października 2000 w Toluce) – meksykański piłkarz występujący na pozycji lewego obrońcy, od 2025 roku zawodnik Atlético La Paz.